# Wapen van Oldehove

Het wapen van de voormalige gemeente Oldehove

Het wapen van Oldehove werd op 1 maart 1888 per Koninklijk Besluit aan de Groningse gemeente Oldehove toegekend. Het wapen bleef in gebruik tot een gemeentelijke fusie in 1990, de gemeente fuseerde met onder andere Zuidhorn tot een nieuwe gemeente Zuidhorn. De nieuwe gemeente Zuidhorn heeft niets uit het wapen van Oldehove overgenomen waardoor het wapen in zijn geheel niet meer in gebruik is.

## Blazoenering
De blazoenering van het wapen luidde als volgt:
Een schild van goud, beladen met drie kerken van keel, geplaatst een en twee. Het schild gedekt met eene kroon, en omgeven door het randschrift "Gemeentebestuur van Oldehove".
Het wapen is van goud met daarop drie rode kerken. Bovenin een kerk en onderin twee kerken, de linker kerk (voor de kijker rechts) is gespiegeld aan de rechter kerk. Boven op het schild staat een gouden kroon van drie bladeren waartussen twee parels: een zogenaamde gravenkroon.

## Geschiedenis
Een oudste bekende zegel met deze afbeelding is van de Ommelanden uit 1579, maar ook werd het in Humsterland gebruikt.
De kerken op het wapen zouden symbool staan voor de drie kerken in Oldehove, Niehove en Saaksum. Ook zouden de drie kerken, in de plaatsing een boven en twee onder, een verwijzing zijn naar drie kloosterzusters waarvan de beelden in dezelfde volgorde in de toren van de Ludgeruskerk in Oldehove staan.
Tot 1811 behoorde het grondgebied van de gemeente Oldehove tot Ezinge.

## Vergelijkbare wapens

Het wapen van Grijpskerk

Adorp
· Aduard
· Appingedam
· Baflo
· Bedum
· Beerta
· Bellingwedde
· Bellingwolde
· Bierum
· De Marne
· Delfzijl 
· Eemsmond
· Eenrum
· Ezinge
· Finsterwolde
· Grijpskerk
· Grootegast
· Haren
· Hefshuizen
· Hoogezand
· Hoogezand-Sappemeer
· Hoogkerk
· Kantens
· Kloosterburen
· Leek
· Leens
· Loppersum
· Marum
· Meeden
· Menterwolde
· Middelstum
· Midwolda
· Muntendam
· Nieuweschans
· Nieuwe Pekela
· Nieuwolda
· Noordbroek
· Noorddijk
· Oldehove
· Oldekerk
· Onstwedde
· Oosterbroek
· Oude Pekela
· Reiderland
· Sappemeer
· Scheemda
· Slochteren
· Stedum
· Ten Boer
· Termunten
· Uithuizen
· Uithuizermeeden
· Ulrum
· Usquert
· Vlagtwedde
· Warffum
· Wedde
· Wildervank
· Winschoten
· Winsum
· 't Zandt
· Zuidbroek
· Zuidhorn